# Championnats de Russie de cyclo-cross
Les championnats de Russie de cyclo-cross sont des compétitions de cyclo-cross organisées afin de décerner les titres de champion de Russie de cyclo-cross.

## Palmarès masculin

### Élites
| Année | Vainqueur         | Deuxième           | Troisième        |
| ----- | ----------------- | ------------------ | ---------------- |
| 1998  | Vassili Davidenko |                    |                  |
| 2000  | Maxim Gogolev     | Alexandre Strelkov | Nikolai Zeemtsov |
| 2019  | Timofei Ivanov    | Stanislav Antonov  | Evgenii Pechenin |
| 2020  | Stanislav Antonov | Maxim Gogolev      | Evgenii Pechenin |
| 2022  | Maxim Gogolev     | Danil Moskvin      | Daniil Karpov    |
| 2023  | Maxim Gogolev     | Timofey Ivanov     | Ivan Seledkov    |
| 2024  | Timofey Ivanov    | Pavel Balobanov    | Maxim Gogolev    |
| 2025  | Timofey Ivanov    | Maxim Gogolev      | Daniil Karpov    |

## Palmarès féminin

### Élites
| Année | Vainqueur          | Deuxième         | Troisième       |
| ----- | ------------------ | ---------------- | --------------- |
| 2019  | Elvira Khairullina | Elena Gogoleva   | Oksana Rybakova |
| 2020  | Elena Gogoleva     | Anna Mirolyubova | Valeria Orlova  |
| 2022  | Elvira Khairullina | Anna Mirolyubova | Kristina Ilyina |
| 2023  | Elvira Sedukhina   | Anna Mirolyubova | Kristina Ilyina |
| 2024  | Kristina Ilyina    | Anna Mirolyubova | Alina Karlova   |
| 2025  | Alina Karlova      | Anna Mirolyubova | Daria Menkova   |